# Габарево
Габарево (болг. Габарево) — село в Болгарии. Находится в Старозагорской области, входит в общину Павел-Баня. Население составляет 1 636 человек.

## Политическая ситуация
В местном кметстве Габарево, в состав которого входит Габарево, должность кмета (старосты) исполняет Ахмед Ибрямов Контилев (Движение за права и свободы (ДПС)) по результатам выборов.
Кмет (мэр) общины Павел-Баня — Станимир Христов Радевски (инициативный комитет) по результатам выборов.